# Phthiracarus setanus
Phthiracarus setanus är en kvalsterart som beskrevs av Arthur P. Jacot 1939. Phthiracarus setanus ingår i släktet Phthiracarus och familjen Phthiracaridae. Inga underarter finns listade i Catalogue of Life.